# Не-Памятник (Познань)

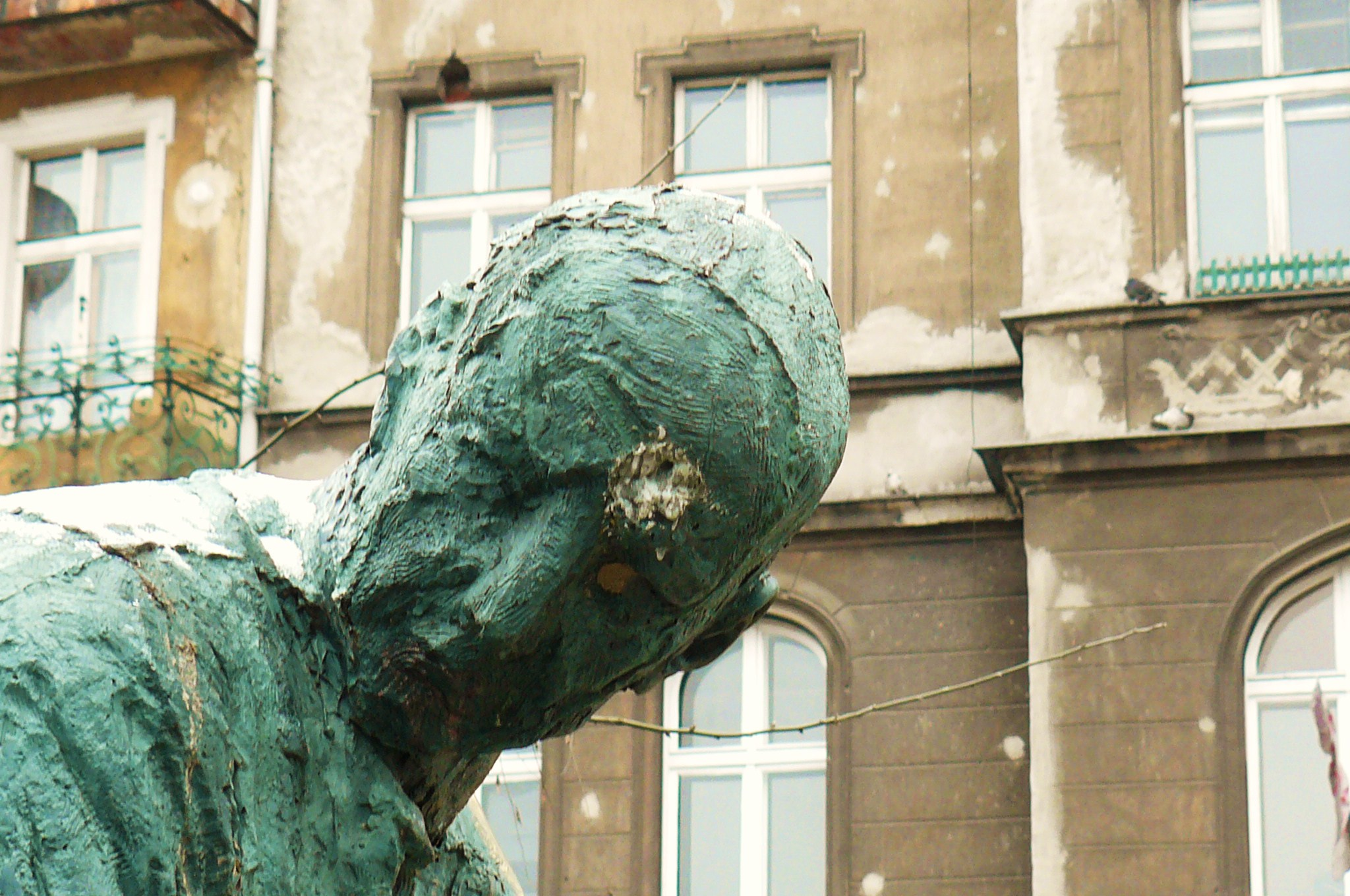
Деталь скульптуры

Не-Памятник (пол. Nie-pomnik) — постмодернистская скульптурная композиция, находящаяся в Познани, Польша. Скульптура располагается на улице Огродовой на территории парка Яна Домбровского недалеко от северного фасада старого пивоваренного завода на дороге, ведущей к методистской церкви Святого Креста.

## История
Памятник был установлен летом 2010 года. Автором скульптурной композиции является художник Норберт Сарнецкий, который создал его в рамках своей докторской диссертации «Не-памятники в городском пространстве». Памятник изготовил Войцех Куявский — доцент факультета скульптур Познанского университета художеств.
Автор планировал установить памятник на пересечении улицы Сольней и аллеи Марцинковского. Памятник не был там установлен из-за несогласия городских властей.

## Описание
Скульптурная работа состоит из трёх элементов:
- идущего человека, держащего правую руку в кармане, который оглядывается в сторону пивоваренного завода;
- из двух гранитных квадратных камней, на меньшем из которых на цоколе установлена пара обуви. На большем камне нанесена надпись на латинском языке «Lector, si monumentum requiris circumspice» (Читатель, глядя на памятник — обернись вокруг – отсылка к эпитафии сэра Кристофера Рена в лондонском Соборе святого Павла);
- идущий человек и камни отделены забором из тонких металлических брусков. Этот забор был поставлен автором в октябре 2010 года.

По замыслу автора этот памятник ведёт диалог с традиционной монументальной скульптурой, установленной в Познани в начале XXI века (памятники Хиполиту Цегельскому, Каролю Марцинковскому, Станиславу Миколайчику). Автор считает, что Не-памятник является вызовом новым монументальным памятникам, которые были установлены без учёта окружающей культурной среды.

## Источник
- Sylwia Wilczak, Pomnik-niepomnik, w: Gazeta Wyborcza, Poznań, 7-8.8.2010, s.5
- Elżbieta Podolska, Nie-pomnik przynosi szczęście w nauce, w: Głos Wielkopolski, 24.8.2010, s.7
- Beata Marcińczyk, Maciej Roik, Płot przy Starym Browarze, jak długi tak nielegalny, w: Głos Wielkopolski, 4.2.2011, s.10